# 1884 w muzyce
Wydarzenia muzyczne w 1884 roku.

## Wydarzenia
- 3 stycznia – w praskiej Konvikt Hall miała miejsce premiera „String Quartet No.2” JB 1:124 Bedřicha Smetany[1][2][3]
- 5 stycznia – w londyńskim Savoy Theatre miała miejsce premiera opery Princess Ida, or Castle Adamant Arthura Sullivana[1][2][4]
- 12 stycznia – w Paryżu odbyła się premiera „Madrigal” op.35 Gabriela Fauré[1][2]
- 19 stycznia – w paryskim Théâtre national de l’Opéra-Comique odbyła się prapremiera opery Manon Jules’a Masseneta[1][2][5]
- 20 stycznia – w wiedeńskim Volksgarten miała miejsce premiera polki „So ängstlich sind wir nicht” op.413 Johanna Straussa (syna)[1][2]
- 26 stycznia – w lipskim Gewandhaus miała miejsce premiera „String Quintet” op.1 Etheli Smyth[1][2]
- 27 stycznia – w wiedeńskim Volksgarten miała miejsce premiera „Papacoda-Polka” op.412 Johanna Straussa (syna)[1][2]
- 2 lutego – w wiedeńskim Volksgarten miała miejsce premiera polki „Die Tauben von San Marco” op.414 Johanna Straussa (syna)[1][2]
- 4 lutego – w wiedeńskim Hofburgu miała miejsce premiera „Quadrille nach Motiven der komischen Oper 'Eine Nacht in Venedig'” op.416 Johanna Straussa (syna)[1][2]
- 5 lutego – w Bazylei odbyła się premiera pieśni „Phänomen“ op.61/3 oraz „Die Boten der Liebe” op.61/4 Johannesa Brahmsa[1][2]
- 14 lutego – w wiedeńskim Volksgarten miała miejsce premiera polki „Annina” op.415 Johanna Straussa (syna)[1][2]
- 15 lutego – w moskiewskim Teatrze Bolszoj miała miejsce premiera opery Mazepa Piotra Czajkowskiego[1][2][6]
- 16 lutego – w Moskwie odbyła się premiera „Suite No.2” op.53 Piotra Czajkowskiego[1][2][7]
- 2 marca – odbyła się premiera „Pražský karneval” JB 1:126 Bedřicha Smetany[1][2]
- 17 marca – w Worcester w Crown Hotel miała miejsce premiera pieśni „A War Song” op.5 Edwarda Elgara[1][2][8]
- 23 marca – w Pradze odbyła się premiera „In Nature's Realm” op.63 Antonína Dvořáka[1][2]
- 27 marca – w sanktpetersburskiej Great Hall of the Peter-Paul School miała miejsce premiera „Suite caractéristique” op.9 Aleksandra Głazunowa[1][2]
- 28 marca – w Wiedniu odbyła się premiera „Étude en forme de variations” op.17, BV 206 Ferruccio Busoniego[1][2]
- 3 kwietnia – w Moskwie odbyła się premiera „Barcarolle” op.37a/6 Piotra Czajkowskiego[1][2]
- 18 kwietnia – w hamburskim Stadttheater miała miejsce premiera opery Savonarola Charlesa Villiersa Stanforda[1][2][9]
- 28 kwietnia – w londyńskim Theatre Royal przy Drury Lane miała miejsce premiera opery The Canterbury Pilgrims Charlesa Villiersa Stanforda[1][2][10]
- 1 maja
- w Worcester odbyła się premiera „Sevillaña” op.7 Edwarda Elgara[1][2][11]
- w waszyngtońskim National Theatre miała miejsce premiera operetki Désirée Johna Sousa[1][2][12]

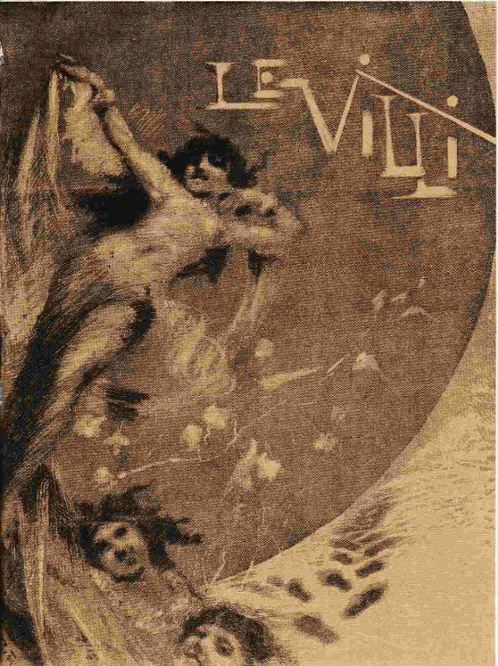
Szkic plakatu do opery Wiły

- 31 maja – w mediolańskim Teatro Dal Verme miała miejsce premiera opery Wiły Giacoma Pucciniego[1][2]
- 5 września – w defteńskim kościele Waalse kerk miała miejsce publiczna premiera pieśni „Fifteenth Century Wedding Song” Alphonsa Diepenbrocka[1][2]
- 11 września – w wiedeńskiej Hofburgkapelle miała miejsce premiera „Christus factus est” WAB 11 Antona Brucknera[1][2]
- 27 września – w Budapeszcie została otwarta Węgierska Opera Państwowa[13]
- 11 października – w livornińskim Teatro Carlo Goldoni miała miejsce premiera „Il re a Napoli” Pietro Mascagniego[1][2]
- 15 października – na Norwich Musical Festival miała miejsce premiera „Elegiac Ode” op.21 Charlesa Villiersa Stanforda[1][2][14]
- 18 października – w Petersburgu odbyła się premiera „Fantasia eroica“ op.110 Antona Rubinsteina[1][2]
- 11 listopada – w hamburskim Dammtortheater miała miejsce premiera opery Der Papagei Antona Rubinsteina[1][2]
- 3 grudnia – w Bergen odbyła się premiera „Holberg Cantata” Edvarda Griega[1][2]
- 7 grudnia – w Bergen odbyła się premiera „Holberg Suite” op.40 Edvarda Griega[1][2]
- 8 grudnia – w Stuttgarcie odbyła się premiera Concerto for cello and orchestra no.1 op.8 Edvarda Griega[1][2]
- 13 grudnia – w Nowym Jorku odbyła się premiera II symfonii op.12 Richarda Wagnera[1][2][15]
- 28 grudnia – w moskiewskim Teatrze Bolszoj odbyła się premiera „Elegy for String Orchestra” Piotra Czajkowskiego[1][2][16]
- 30 grudnia – w Lipsku odbyła się premiera VII symfonii Antona Brucknera[1][2][17]

## Urodzili się
- 13 stycznia – Sophie Tucker, amerykańska piosenkarka i aktorka filmowa i radiowa pochodzenia rosyjskiego (zm. 1966)
- 19 stycznia – Albert Wolff, francuski dyrygent i kompozytor pochodzenia holenderskiego (zm. 1970)
- 29 stycznia – Juhan Aavik, estoński kompozytor, dyrygent i historyk muzyki (zm. 1982)
- 2 lutego – Józef Turczyński, polski pianista (zm. 1953)
- 2 marca – Léon Jongen, belgijski kompozytor, pianista i pedagog (zm. 1969)
- 4 marca – Maria Barrientos, hiszpańska śpiewaczka operowa (sopran) (zm. 1946)
- 13 marca – Georg Schünemann, niemiecki muzykolog i pedagog (zm. 1945)
- 17 marca
  - Joseph Bonnet, francuski kompozytor i organista (zm. 1944)
  - Alcide Nunez, amerykański klarnecista jazzowy (zm. 1934)
- 26 marca – Wilhelm Backhaus, niemiecki pianista, wirtuoz (zm. 1969)
- 5 maja – Jan Effenberger-Śliwiński, polski literat, kompozytor, śpiewak, tłumacz (zm. 1950)
- 9 maja – Lec Kurti, albański dyplomata i kompozytor (zm. 1948)
- 10 maja – Roberto Firpo, argentyński pianista i kompozytor tanga argentyńskiego (zm. 1969)
- 11 maja – Alma Gluck, amerykańska śpiewaczka operowa (sopran) (zm. 1938)
- 14 maja – Samuił Samosud, radziecki dyrygent, pedagog, wiolonczelista; Ludowy Artysta ZSRR (zm. 1964)
- 16 maja – Piotr Rytel, polski kompozytor, pedagog i krytyk muzyczny (zm. 1970)
- 19 maja – Arthur Meulemans, flamandzki kompozytor, dyrygent i pedagog (zm. 1966)
- 27 maja – Max Brod, niemieckojęzyczny czeski literat, pisarz, kompozytor; przyjaciel i biograf Franza Kafki (zm. 1968)
- 5 czerwca – Ralph Benatzky, austriacki kompozytor pochodzenia czeskiego (zm. 1957)
- 13 czerwca – Antoni Chlondowski, polski salezjanin, kompozytor (zm. 1963)
- 14 czerwca – John McCormack, irlandzki śpiewak operowy (tenor) (zm. 1945)
- 17 lipca – Stanisława Korwin-Szymanowska, polska śpiewaczka operowa (sopran liryczno-koloraturowy) (zm. 1938)
- 23 lipca – Apolinary Szeluto, polski kompozytor, pianista, adwokat (zm. 1966)
- 29 lipca – Boris Asafjew, rosyjski kompozytor i muzykolog (zm. 1949)
- 3 sierpnia – Louis Gruenberg, amerykański kompozytor i pianista pochodzenia rosyjskiego (zm. 1964)
- 15 sierpnia – Ludwika Jaworzyńska, polska śpiewaczka operowa (sopran dramatyczny) (zm. 1976)
- 17 września – Charles Tomlinson Griffes, amerykański kompozytor i pianista (zm. 1920)
- 18 sierpnia – Basil Cameron, angielski dyrygent (zm. 1975)
- 20 września – Naftule Brandwein, amerykański muzyk pochodzenia żydowskiego, klarnecista, klezmer (zm. 1963)
- 15 października – Blind Lemon Jefferson, amerykański niewidomy muzyk bluesowy, wokalista i gitarzysta (zm. 1929)
- 25 października – Florence Easton, angielska śpiewaczka operowa (sopran) (zm. 1955)
- 27 października – Miloje Milojević, serbski kompozytor i dyrygent (zm. 1946)
- 1 listopada – Dawid Lejb Rojtman, żydowski śpiewak (tenor liryczny), kantor (zm. 1943)
- 9 listopada – Teodor Sobieski, polski dyrygent chóralny i pedagog (zm. 1956)
- 30 listopada – Ture Rangström, szwedzki kompozytor (zm. 1947)

## Zmarli
- 21 stycznia – Auguste Franchomme, francuski wiolonczelista i kompozytor (ur. 1808)
- 25 stycznia – Johann Gottfried Piefke, niemiecki twórca muzyczny, kapelmistrz i kompozytor muzyki wojskowej (ur. 1815)
- 17 lutego – Sidonija Erdődy Rubido, chorwacka śpiewaczka operowa (sopran koloraturowy) (ur. 1819)
- 21 lutego – John Pyke Hullah, angielski kompozytor, organista i pisarz muzyczny (ur. 1812)
- 18 marca – Anna Bishop, właśc. Ann Rivière, angielska śpiewaczka operowa (sopran) (ur. 1810)
- 24 kwietnia – Maria Taglioni, włoska tancerka baletowa (ur. 1804)
- 29 kwietnia – Michael Costa, brytyjski dyrygent i kompozytor pochodzenia włoskiego (ur. 1808)
- 12 maja – Bedřich Smetana, czeski kompozytor okresu romantyzmu (ur. 1824)
- 17 maja – Louis Brassin, francuski pianista i kompozytor (ur. 1840)
- 25 czerwca – Hans Rott, austriacki kompozytor (ur. 1858)
- 5 lipca – Victor Massé, francuski kompozytor (ur. 1822)
- 10 października – Jean Becker, niemiecki skrzypek (ur. 1833)
- 5 listopada – Erminia Frezzolini, włoska śpiewaczka operowa (sopran) (ur. 1818)

## Nagrody
- 28 czerwca – kantata „L'enfant prodigue” Claude’a Debussy zdobywa nagrodę Prix de Rome[1][2]